# NGC 3509
NGC 3509 је спирална галаксија у сазвежђу Лав која се налази на NGC листи објеката дубоког неба.
Деклинација објекта је + 4° 49' 42" а ректасцензија 11h 4m 24,4s. Привидна величина (магнитуда) објекта NGC 3509 износи 13,0 а фотографска магнитуда 13,8. NGC 3509 је још познат и под ознакама UGC 6134, MCG 1-28-33, CGCG 38-109, IRAS 11018+0505, ARP 335, VV 75, KCPG 265A, PGC 33446.